# Robert Dale Owen
Robert Dale Owen (Glasgow, 7 de novembro de 1801 – Lake George, 24 de junho de 1870) foi um reformador social norte-americano de origem escocesa. Foi expoente de longa data nos Estados Unidos das doutrinas socialistas de seu pai, Robert Owen, bem como um político no Partido Democrata. Também serviu no Congresso como membro da Câmara dos Representantes entre 1843 a 1847, embaixador no Reino das Duas Sicílias e legislador estadual da Indiana.